# Раав (мифическое существо)
Раав (др.-евр. רַהַב‬ «притеснитель»; греч. Ραάβ/Ραχάβ), также Рагаб или Рахаб — библейский персонаж неясного значения. С одной стороны, Раав выступает как демон, с которым в древние времена сразился Бог (Ис. 51:9; Пс. 88:11). С другой стороны, Раав символически может обозначать Египет (Пс. 86:4) вследствие извивающегося и напоминающего змею Нила. В Вульгате в этом фрагменте вместо Раава стоит гордыня (лат. superbiae). В Библии Лютера имя Раав (нем. Rahab) сохранено (Пс. 87:4). В Синодальном переводе один раз имя Раав переведено как «дерзость» (Иов. 26:12).
Исаия (Ис. 30:7), укоряя иудеев за то, что они просят помощи у Египта, говорит: «Помощь Египта мимолётна и напрасна; поэтому я назвал его „горды (רהב) они, сидя дома“», то есть что египтяне храбры только на словах и сидят постоянно без дела, и потому они ненадёжные помощники, чтобы у них искать помощи и подкрепления. В книге Иова (Иов. 9:13, 26:12) это слово употребляется применительно к морю и означает бушевание, волнение, в переносном смысле — гордость и превозношение.
Аналогичен по функции Левиафану и даже Сатане. Раав мыслится как крупная рептилия.
В 2010 году израильская Академия языка иврит объявила, что «ивритское имя» Раав (Рахаб) присвоено планете Нептун, которая, как и Уран, до того не имела, в отличие от остальных планет Солнечной системы, наименования на этом языке (для них использовались международные названия). Этому событию предшествовал конкурс, проведённый в интернете в два этапа. Сначала пользователи, которых попросили предложить свои варианты названий для этих двух планет, назвали 650 разных имён. Затем эксперты (астрономы и лингвисты) выбрали из этих имён по паре на каждую планету и было проведено онлайн-голосование, каждый участник которого выбирал наиболее подходящее (на его взгляд). Для Нептуна выбор делали между вариантами Раав (это, как и Нептун, — имя мифического властелина моря) и Таршиш (Фарсис; имеет два значения: название географического региона и имя библейского персонажа, который был сыном Иавана, т.е. правнуком Ноя).  За имя Раав проголосовали 3000 участников — вдвое больше, чем за альтернативный вариант. Основная цель этой кампании состояла в том, чтобы стимулировать у израильтян, особенно у молодежи, интерес к астрономии.